# Didriksons
Didriksons är en tillverkare av regnkläder och funktionsplagg med huvudkontor i Borås.
Didriksons grundades i Grundsund 1913 av Julius och Hanna Didrikson som Didrikson Grundén & Co Oljeklädesfabrik. År 1933 började tillverkningen av plagg i vulkaniserat gummi. Företaget togs över av Lars Bäcker 1946 och 1957 flyttade produktionen till Åmål. Under 1970 lämnade Lars över rodret till sonen Anders Bäcker som under sin tid såg till att företaget blev globalt. Anders drev företaget fram till det såldes till Craft som i sin tur togs över av New Wave Group 1996.  I samband med försäljningen flyttade bolaget till Borås.  
År 1999 köpte Sören Andreasson tillsammans med Anders Bäcker, Karin Roos och Janne Gidebratt varumärket Didriksons från New Wave, och Didriksons Regnkläder AB grundades. År 2008 flyttade verksamheten till större lokaler på Viaredsområdet utanför Borås.
Sedan 2018 ägs Didriksons av det svenska investmentbolaget Adelis Equity Partners.